# Matías del Río
Matías del Río Covarrubias (Santiago, 18 de julio de 1969) es un periodista chileno que ha participado en varios programas de televisión y radio. Actualmente trabaja en el Área de Prensa de Televisión Nacional de Chile, y en Hablemos en Off, de Duna FM.

## Biografía

### Familia y estudios
Nacido en Santiago, sus padres son José Raimundo del Río Philips y María Teresa Covarrubias Risopatrón, siendo el menor en una familia de cinco hermanos, y vivió sus primeros meses en la ciudad de San Felipe y estudió sus dos primeros años escolares en los Padres Franceses de Viña del Mar. El resto de su educación escolar, a partir de 1976, la hizo en los Sagrados Corazones de Manquehue en Santiago, donde repitió de curso en quinto básico y egresó en 1987. En un par de ocasiones ha declarado que padece dislexia y déficit atencional.
Estudió un año Antropología en la Universidad Austral de Chile en Valdivia, y luego periodismo en la Universidad Finis Terrae, siendo parte de la primera generación de dicha universidad. Posteriormente obtuvo un máster en periodismo en la Universidad Complutense de Madrid.
Está casado con Patricia Aspillaga Vergara y tienen cinco hijos.

### Carrera profesional

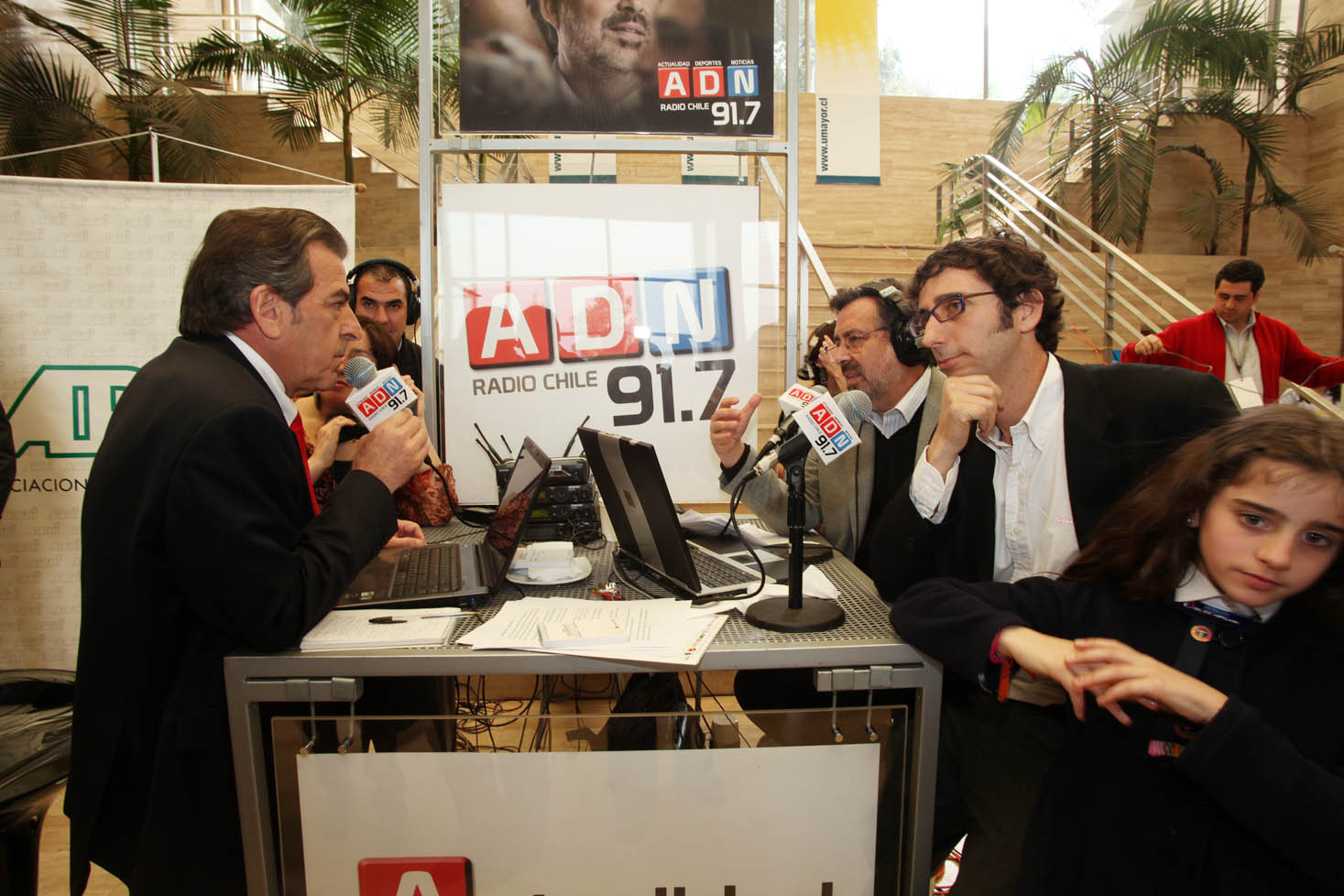
Del Río (a la derecha) en el debate presidencial ARCHI de 2009.

Comenzó a trabajar en el diario La Segunda en 1993. Vivió en España, donde trabajó para el diario ABC. De vuelta en su país, fue uno de los fundadores del diario La Hora. Posteriormente estuvo a cargo de los contenidos del desaparecido portal www.elarea.com, para pasar a principios de 2001 a la revista Capital.
En radio ha trabajado desde 1997 en programas de las radios Zero, Concierto, Duna y ADN. En 2015 presentó su renuncia a la radio ADN.
En televisión formó parte del programa En pauta de TVN y Ciudad X de Vía X. En 2006 se integró a Chilevisión, donde condujo El termómetro. En junio de 2007 comenzó a conducir el programa Última mirada, reemplazando a Fernando Paulsen. Este mismo año ingresó como panelista de Tolerancia cero, del mismo canal, y al siguiente se convirtió en su conductor.
El 31 de agosto de 2015 presentó su renuncia a Chilevisión, para incorporarse al Área de Prensa de Televisión Nacional de Chile. El 30 de septiembre de ese año se oficializó su rol de copresentador del informativo central 24 Horas Central.

### Otras actividades
Como actividad paralela, Del Río es miembro del directorio del Colegio San José de Lampa, de la Fundación Astoreca, fundado en marzo de 2005.

## Controversias
Matías del Río se ha visto envuelto en múltiples controversias y polémicas a través de los años. De hecho, su nombre se vuelve viral en las redes sociales cada cierto tiempo, a raíz de alguna entrevista o declaración en los medios.
En el año 2014, el periodista, durante una entrevista en el programa Tolerancia cero con el entonces ministro de Educación Nicolás Eyzaguirre, criticó duramente la Reforma Educacional impulsada por el gobierno de Bachelet, la que buscaba el fin del lucro y el copago, así como de la selección escolar. La situación fue comentada en Twitter, donde los cibernautas hicieron mención de un hecho no menor: Matías del Río es sostenedor del colegio "San José", de la fundación Astoreca. No fue sino hasta el final de la entrevista que Del Río señaló que «Yo soy sostenedor, pertenezco a una fundación (...)», a lo que el ministro respondió, en tono irónico, «Ahora todo se entiende».
En junio de 2019, en una entrevista con el astrofísico José Maza, Del Río le preguntó al profesor: «¿Hay alguna posibilidad de que esto (el eclipse solar del 2 de julio de ese año) falle o la trayectoria está matemáticamente calculada que tiene que ser por ahí?», ante lo cual Maza respondió con una risa irónica.
En marzo de 2020 se llenó de críticas en redes sociales tras una entrevista que le hizo al Presidente Sebastián Piñera, ya que el periodista tuvo la oportunidad de realizar las preguntas que la ciudadanía le quería hacer al mandatario en medio del estallido social, pero no fue lo suficientemente perspicaz e incisivo para lograr sacar las respuestas necesarias. En abril del mismo año fue duramente criticado por su entrevista a la presidenta del Colegio Médico, Izkia Siches, donde llamó la atención de las redes sociales la insistencia con la que el periodista buscó enfrentar a Siches con el gobierno. De esta forma, los usuarios de Twitter tuvieron fuertes opiniones contra el conductor, las cuales fueron desde que “no sabe entrevistar” a que “busca el conflicto y la polémica barata”, y que, en palabras de Daniel Stingo, Matías Del Río «tiene un doble juego y (...) su doble estándar para entrevistar es realmente de hueón».
En agosto de 2020, y en plena pandemia de COVID-19, Matías del Río, a propósito de la reciente reapertura del comercio, dijo que «la pregunta que queda es: ¿Por qué la vuelta a los colegios no es tema? ¿Es un tabú? ¿Alguien nos prohibió hablar del tema? Con protocolos, con cuidados, horarios, una vez a la semana, un niño por clase, lo que sea», siendo duramente criticado por sus dichos, en especial considerando su rol como miembro del consejo directivo del Colegio San José de Lampa.
En julio de 2021, tras las elecciones primarias en las que ganó el candidato presidencial Gabriel Boric, Del Río incomodó a Boric al preguntarle sobre su supuesta responsabilidad en la existencia de «detenidos desaparecidos» tras el estallido social, a lo que Boric replicó: «Te invito a rectificar tu pregunta, porque nadie me acusó de detenidos desaparecidos; fue por presos políticos, que es muy distinto». El periodista respondió: «Bueno, violaciones a los Derechos Humanos», siendo nuevamente corregido por Boric. Esta aparente confusión de conceptos generó el rechazo de las redes sociales a los dichos de Matías del Río.
En octubre de 2021, y tras el sensible fallecimiento de Denisse Cortes, estudiante de derecho que murió tras una protesta realizada el día anterior, el candidato Eduardo Artés tomó su tiempo en un debate presidencial para dedicarle un minuto de silencio. Sin embargo, Matías del Río lo interrumpió apenas pasados unos segundos, queriendo pasar a la presentación del resto de candidatos, señalando «el minuto (de presentación de los candidatos) es para hablar y el mensaje ya está entregado». Tras esto, recibió la dura crítica de las redes sociales, nuevamente.
En agosto de 2022, al interior de TVN se tomó la decisión de sacarlo de la conducción del programa Estado Nacional en dónde comparte conducción con la periodista Constanza Santa María. Está decisión se tomó porque el canal quería «proteger» al rostro, quién era víctima de múltiples ataques en redes sociales, a quien catalogaban de «facho» y de «extrema derecha». Sin embargo , según lo trascendido, Nivia Palma, integrante del directorio de TVN acusó al periodista de «poca imparcialidad», por lo cual fue quien habría impulsado la salida de Del Río en la conducción. Personalidades del mundo político acusaron que la decisión tenía motivación política e incluso censura cuando faltaba 1 mes para el plebiscito. Finalmente su salida fue revertida por TVN, por lo cual fue reincorporado a la conducción de Estado Nacional.
En febrero de 2024, se llenó de críticas en redes sociales mientras cubría el fallecimiento del expresidente Sebastián Piñera en la localidad de Lago Ranco. Del Río realizó una desubicada pregunta a Cecilia Morel, viuda del expresidente. La ventana del auto en el que se trasladaba la ex primera dama llevaba el vidrio abajo agradeciendo el apoyo de la gente, tras esto, Del Río se acerca a Morel y le pregunta «Hola Cecilia ¿cómo está usted?», consultó a la esposa del fallecido presidente, quién se negó a hablar mientras estallaba en lágrimas.